# Puente de Villanueva-Rampalay
El puente de Villanueva-Rampalay, sobre el río Ebro, se encuentra en la localidad de Villanueva-Rampalay o Villanueva de Rampalay, en la provincia de Burgos, España. 
Su creación data del siglo XIII, pese a que se han descubierto intervenciones de los siglos XVII, XVIII y finales del XX. Según la documentación del seiscientos, hubo intervenciones de Juan de la Puente Liermo, Diego de la Riva y Francisco de la Portilla, estos últimos dos en el siglo XVII, sin embargo, su autoría recae en Ferrán Peláez. Además su estilo es gótico, aunque no en su totalidad, debido a las intervenciones posteriores. 

## Descripción histórica
Antiguamente, en concreto, en la Edad Media y Moderna, la zona de Villanueva Rampalay fue de gran importancia para las comunicaciones con la capital; Madrid. Por lo que fue trascendental la construcción de este puente, asimismo, debido a su constante uso, se realizaron diversas transformaciones en la estructura en los siglos posteriores. Incluso, a la hora de realizar una de las reformas iniciada por Diego de la Riva en 1735, este se vio obligado a otorgar una escritura de compañía con Francisco de la Portilla, puesto que la modificación que se planteó en un principio, necesita una gran suma de dinero para llevarse a cabo.
El puente de Villanueva Rampalay goza de un gran reconocimiento, ya que, según varios estudios, la construcción, es considerada un elemento simbólico de la zona y una magnífica obra arquitectónica.

## Descripción tipológica
El puente fue construido con varios elementos, los materiales que encontramos son; sillares, mampuesto, madera y hormigón. Es un puente de sillería y sillarejo que cuenta con un arco apuntado y varios arcos de medio punto, además, podemos observar dos arquillos de aligeramiento, un elemento característico de los puentes románicos, época en la que este puente fue construido, teniendo en cuenta también que la zona en la que se sitúa cuenta con vestigios de romanización.
Entre otras características, es necesario mencionar sus bóvedas de cañón de sillería, dos tramos rectos de vigas de madera y los Tajamares; apuntados aguas arriba y rectangulares aguas abajo. Finalmente, y también cuenta con un Petril de piedra, aunque roto en parte.

## Descripción técnica
Respecto a su descripción técnica, debemos comentar que sus medidas son; 91 metros de largo, 4 metros de ancho y 11'80 metros de altura máxima. Como se ha mencionado anteriormente, consta de arcos de sillería, pero de diferente tamaño semicircular y dos arquillos de aligeramiento, uno de ellos cerrado; entre sus arcos apuntados, el central cuenta con una luz de 17'50 metros. 
Fue restaurado en el siglo XX, sin embargo, su barandilla no está en buen estado y el Petril se encuentra roto. Actualmente tiene un uso público, a diferencia de antes que se usaba mayormente para transportar mercancías necesarias por su conexión con Madrid.